# Premio Compasso d'oro 1979
Il premio Compasso d'oro 1979 è stata la 11ª edizione della cerimonia di consegna del premio Compasso d'oro.

## Giuria
La giuria era composta da:
- Angelo Cortesi
- Gillo Dorfles
- Augusto Morello
- Arthur Pulos
- Yuri Soloviev.

## Premiazioni

### Compasso d'oro
| Designer | Prodotto                                                                   | Azienda                                            | Immagine |
| --- | -------------------------------------------------------------------------- | -------------------------------------------------- | -------- |
| Giorgio Rinaldi | "bici-corta"                                                               | RIGI                                               |          |
| Peppe Di Giuli | Dondolo "Astolfo"                                                          | Studio Giochi s.r.l.                               |          |
| Claudio Salocchi | Attrezzature per abitazioni e comunità Metrosistema                        | Alberti Cucine                                     |          |
| Andries Van Onck e Hiroko Takeda                                                                                                   | Interruttori e prese Habitat                                               | AVE                                                |          |
| Vico Magistretti | Lampada Atollo                                                             | Oluce                                              |          |
| Vico Magistretti | Poltrona-divano Maralunga                                                  | Cassina                                            |          |
| Alessandro Mendini | Modo, rivista                                                              | Ricerche Design Editrice                           |          |
| Bruno Munari | letto modulabile Abitacolo                                                 | Robots S.p.A.                                      |          |
| Cini Boeri | divano Strips                                                              | Arflex                                             |          |
| Antonio Barrese | Immagine coordinata del brand Novia, codificata nel manuale "Marcia Novia" | Bassetti                                           |          |
| Studio MID Design comunicazioni visive                                                                                             | Ricerca "Tre secoli di calcolo automatico"                                 | IBM                                                |          |
| Giuliana Gramigna, Salvatore Gregoretti, Sergio Mazza                                                                              | La rivista Ottagono                                                        | CO.P.in.A. Editrice s.r.l.                         |          |
| Enzo Mari | sedia Delfina                                                              | Driade                                             |          |
| Achille Castiglioni e Pio Manzù | lampada "Parentesi"                                                        | Flos                                               |          |
| Achille Castiglioni, Giancarlo Pozzi, Ernesto Zerbi                                                                                | Letto d'ospedale TR15                                                      | Omsa                                               |          |
| Isao Hosoe, Antonio Barrese, Antonio Locatelli, Pietro Salmoiraghi e Angelo Torricelli                                             | Autobus Spazio                                                             | Carrozzeria Emiliano Renzo Orlandi                 |          |
| Giovanni Brunazzi | Immagine coordinata Iveco                                                  | Iveco                                              |          |
| Richard Sapper | Caffettiera 9090                                                           | Alessi                                             |          |
| De Pas, D'Urbino, Lomazzi | Appendiabiti Sciangai                                                      | Zanotta                                            |          |
| Andrea Branzi, Clino Trini Castelli, Massimo Morozzi                                                                               | Manuale d'applicazione di Meraklon Sistema "Fibermatching 25"              | Centro Design Montefibre                           |          |
| Nanni Strada e Clino Trini Castelli                                                                                                | Abito Politubolare                                                         | Calza Bloch                                        |          |
| Ennio Lucini | Serie di pentole Tummy                                                     | Barazzoni S.p.A.                                   |          |
| Rodolfo Bonetto e Giancarlo Illiprandi,                                                                                            | Interno dell'autovettura Fiat 131 Supermirafiori                           | Fiat                                               |          |
| Lodovico Acerbis e Giotto Stoppino,                                                                                                | Credenza Sheraton                                                          | Acerbis International                              |          |
| Luciano Agosto, Giovanni Brunazzi, Franco Grignani, Giancarlo Iliprandi, Bruno Munari, Ilio Negri, Gianni Parlacino, Pino Tovaglia | Font Modulo                                                                | Nebiolo                                            |          |
| Design Group Italia | Tratto Clip e Tratto Pen                                                   | Fila S.p.A.                                        |          |
| Aldo Calò, Giulio Carlo Argan | Diagramma didattica del design                                             | ISIA di Roma                                       |          |
| Marco Zanuso | Ventilatore Ariante                                                        | Vortice Elettrosociali S.p.A.                      |          |
| Marco Zanuso | Controsoffitto per spazi aperti                                            | Steiner Karl                                       |          |
| Paolo Parigi | Tecnigrafo "A.90"                                                          | Heron Parigi                                       |          |
| Rodolfo Bonetto e Naoki Matsunaga                                                                                                  | Centro di misura Inspector Midi 130 W                                      | Olivetti                                           |          |
| Mario Bellini | Poltrone Le Bambole                                                        | B&B Italia                                         |          |
| Mario Bellini e Dario Bellini | Distributore automatico di caffè Bras 200                                  | Bras S.p.A.                                        |          |
| Giorgio Decursu | Macchina utensile MEC 2                                                    | Officine Meccaniche San Rocco                      |          |
| Makio Hasuike | Serie di elettrodomestici Osa                                              | Merloni Elettrodomestici S.p.A.                    |          |
| Carla Venosta | Sistema acquisizione dati bioelettrici microprocessorizzato Mark 5         | Amplaid S.p.A.                                     |          |
| Sergio Pininfarina | Ricerca sulla forma aerodinamica                                           | Pininfarina con Consiglio Nazionale delle Ricerche |          |
| Carlo Ferrarin e Livio Sonzio | Motoaliante Calif A21SJ                                                    | Caproni Vizzola                                    |          |
| Bob Noorda, Roberto Sambonet, Pino Tovaglia                                                                                        | Simbolo e immagine Ragione Lombardia                                       | Regione Lombardia                                  |          |
| Ugo La Pietra | Camera da letto con tavolo L'Occultamento 1972                             | Arosio Giacobbe & Figli, F.lli Viscardi            |          |

### Premi alla carriera
- Kartell
- Centrokappa (Premio per la progettazione, la promozione e lo sviluppo dell’immagine)
- ISIA Roma (Premio per il diagramma didattico)
- Direzione Relazioni culturali - Disegno industriale. Pubblicità e promozione del design, Olivetti & C. (Premio all'immagine coordinata)